# Thiounn
Samdech Chaufea Veang Thiounn, né à Kampong Chhnang le 8 avril 1864 et mort en septembre 1946, est un homme politique cambodgien. Il fut Ministre du Palais, des Finances et des Beaux-Arts sous le Protectorat français du Cambodge.

## Biographie

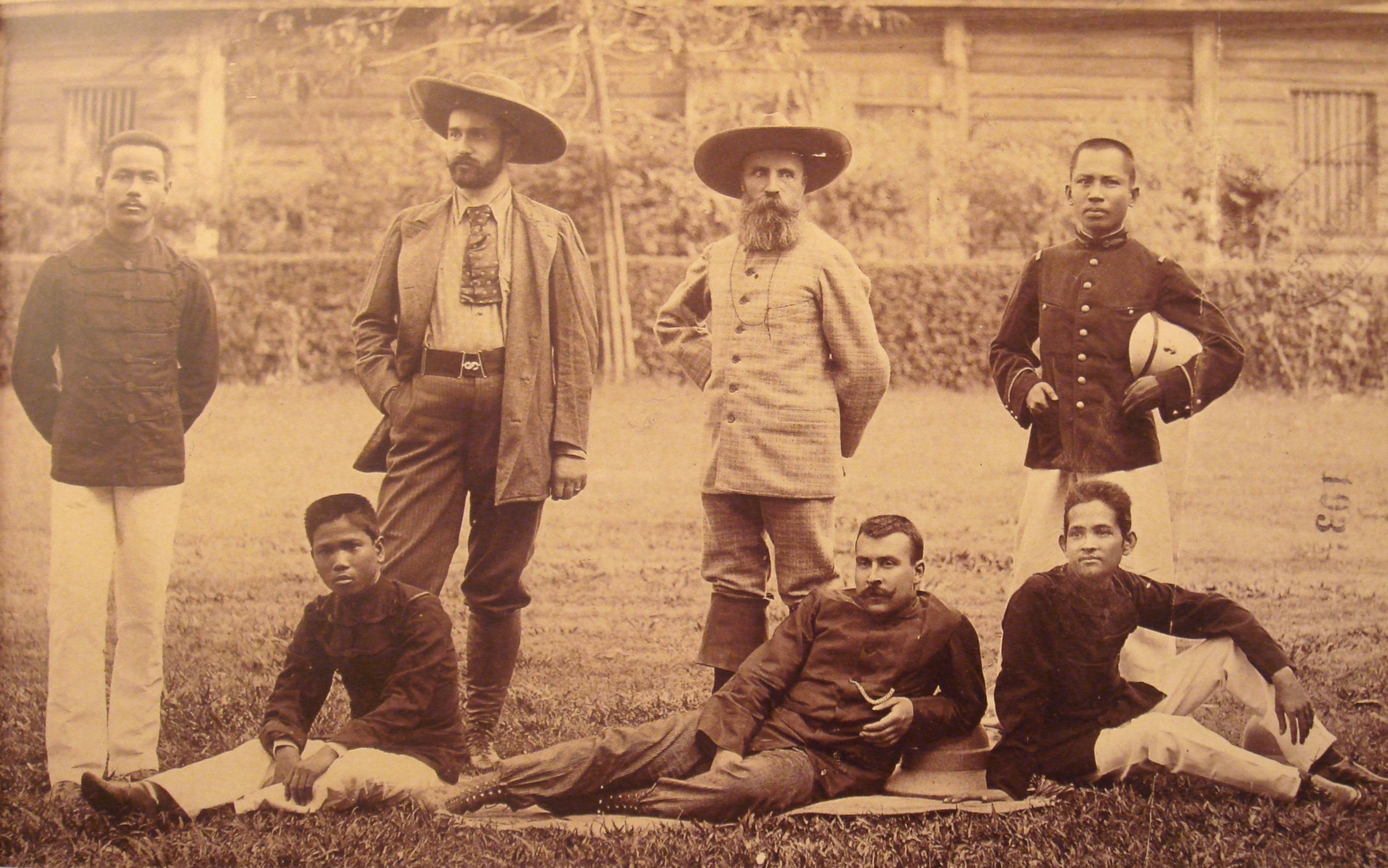
Auguste Pavie (debout, 3e depuis la gauche) et Pierre Lefèvre-Pontalis en 1893 avec des interprètes cambodgiens à l'École coloniale.

Amené en France par Auguste Pavie en 1885 à l'école cambodgienne, Thiounn est nommé interprète le 1er février 1888 pour ensuite être attaché à la Mission Pavie. Après plusieurs années passées auprès des explorateurs Pavie et Pierre Lefevre-Pontalis, il fut mis auprès du roi Norodom 1er par le Résident supérieur Boulloche et nommé Ministre du Palais, des Finances et des Beaux-Arts. En 1906, il accompagne le roi Sisowath en France, écrivant le récit de son voyage. Thiounn, alors pourvu des titres honorifiques de Samdech Chaufea Veang, exercera ces mêmes fonctions tout au long des règnes de Norodom 1er, Sisowath et Sisowath Monivong. Il fut également Premier Ministre du roi Norodom Sihanouk, au tout début de son règne.

## Ouvrages
- 1903 : Rioeun Kumnouv Reamker (Notice sur les fresques des galeries de la Pagode royale Preah Oubosoth Rottanaram)
- 1956 : Danses Cambodgiennes, Rev. et augm. par Jeanne Cuisinier, Institut Bouddhique.
- 2006 : Voyage du roi Sisowath en France : En l'année du Cheval, huitième de la décade correspondant à l'année occidentale 1906, royaume du Cambodge, Traduit du khmer, présenté et annoté par Olivier de Bernon, Mercure de France.

## Décorations et récompenses
- Grand officier de la Légion d'honneur[3]

## Sources
- Khing Hoc Dy, Enseignement primaire au Cambodge depuis le protectorat français jusqu'en 1975, Editions Angkor, Phnom Penh, 2014, p. 96-111.